# Gran Premio motociclistico del Belgio 1982
Il Gran Premio motociclistico del Belgio fu il settimo appuntamento del motomondiale 1982; si svolse il 4 luglio 1982 ed erano in programma le classi 125, 250, 500 e classe sidecar. Si è trattato della 34ª edizione del Gran Premio motociclistico del Belgio valida per il motomondiale.
Le vittorie sono andate a Freddie Spencer in classe 500, ad Anton Mang in classe 250, a Ricardo Tormo in classe 125, all'equipaggio Rolf Biland-Kurt Waltisperg tra i sidecar.

## Classe 500
In classe regina si registra il ritorno alla vittoria da parte di un pilota equipaggiato da Honda; era accaduto l'ultima volta in occasione del Gran Premio motociclistico del Canada 1967 con il britannico Mike Hailwood alla guida, si è ripetuto in questa occasione con lo statunitense Freddie Spencer alla guida. Alle sue spalle sono giunti il britannico Barry Sheene su Yamaha e l'italiano Franco Uncini su Suzuki.
Quest'ultimo riesce a mantenere la testa della classifica iridata provvisoria, ampliando il margine sullo statunitense Kenny Roberts che lo segue.
Con questa vittoria Freddie Spencer ottiene anche il record di più giovane vincitore di una gara in classe 500 con 20 anni e 196 giorni; tale record non sarà più battuto sino all'abolizione della classe in favore della MotoGP.

### Arrivati al traguardo
| Pos. | Nº | Pilota            | Squadra                    | Motocicletta | Giri | Tempo    | Griglia | Punti |
| ---- | -- | ----------------- | -------------------------- | ------------ | ---- | -------- | ------- | ----- |
| 1º   | 40 | Freddie Spencer   | Honda International Racing | Honda        | 20   | 52:59.67 | 2       | 15    |
| 2º   | 7  | Barry Sheene      | Yamaha Motor Company       | Yamaha       | 20   | +3.80    | 4       | 12    |
| 3º   | 41 | Franco Uncini     | Gallina Team Suzuki        | Suzuki       | 20   | +6.27    | 11      | 10    |
| 4º   | 3  | Kenny Roberts     | Yamaha Motor Company       | Yamaha       | 20   | +23.08   | 5       | 8     |
| 5º   | 2  | Randy Mamola      | HB Suzuki                  | Suzuki       | 20   | +35.08   | 10      | 6     |
| 6º   | 1  | Marco Lucchinelli | Honda International Racing | Honda        | 20   | +36.47   | 6       | 5     |
| 7º   | 6  | Boet van Dulmen   |                            | Yamaha       | 20   | +39.54   | 7       | 4     |
| 8º   | 8  | Kork Ballington   | Team Kawasaki              | Kawasaki     | 20   | +40.11   | 13      | 3     |
| 9º   | 19 | Michel Frutschi   | Moto Sanvenero             | Sanvenero    | 20   | +1:00.44 | 16      | 2     |
| 10º  | 9  | Marc Fontan       | Sonauto Gauloises          | Yamaha       | 20   | +1:02.77 | 8       | 1     |
| 11º  | 44 | Ron Haslam        |                            | Honda        | 20   | +1:21.13 | 19      |       |
| 12º  | 11 | Stuart Avant      | Guan Hoe Suzuki            | Suzuki       | 20   | +1:21.56 | 15      |       |
| 13º  | 37 | Seppo Rossi       |                            | Suzuki       | 20   | +1:33.75 | 18      |       |
| 14º  | 14 | Guy Bertin        | Moto Sanvenero             | Sanvenero    | 20   | +1:51.45 | 23      |       |
| 15º  | 15 | Philippe Coulon   | Coulon Marlboro Tissot     | Suzuki       | 20   | +1:51.97 | 25      |       |
| 16º  | 16 | Jon Ekerold       |                            | Suzuki       | 20   | +1:58.78 | 27      |       |
| 17º  | 33 | Loris Reggiani    | Gallina Team Suzuki        | Suzuki       | 20   | +2:07.01 | 21      |       |
| 18º  | 12 | Leandro Becheroni |                            | Suzuki       | 20   | +2:21.57 | 28      |       |
| 19º  | 46 | Gary Lingham      |                            | Suzuki       | 20   | +2:25.47 | 32      |       |
| 20º  | 48 | Fabio Biliotti    |                            | Suzuki       | 19   | +1 giro  | 34      |       |
| 21º  | 13 | Chris Guy         | Sid Griffiths Racing       | Suzuki       | 16   | + 4 giri | 35      |       |

### Ritirati
| Nº | Pilota              | Squadra                    | Motocicletta | Griglia |
| -- | ------------------- | -------------------------- | ------------ | ------- |
| 4  | Jack Middelburg     | Ergon Suzuki Racing        | Suzuki       | 1       |
| 5  | Graeme Crosby       | Marlboro Team Agostini     | Yamaha       | 3       |
| 10 | Hiroyuki Kawasaki   | HB Suzuki                  | Suzuki       | 20      |
| 21 | Franck Gross        |                            | Suzuki       | 30      |
| 24 | Takazumi Katayama   | Honda International Racing | Honda        | 9       |
| 26 | Jean Lafond         |                            | Fior         | 33      |
| 29 | Steve Parrish       | Mitsui Yamaha              | Yamaha       | 14      |
| 30 | Víctor Palomo       |                            | Suzuki       | 29      |
| 31 | Sergio Pellandini   |                            | Suzuki       | 22      |
| 35 | Raymond Roche       |                            | Suzuki       | 12      |
| 36 | Graziano Rossi      | Marlboro Team Agostini     | Yamaha       | 17      |
| 42 | Gustav Reiner       | Krauser MDS German Racing  | Suzuki       | 26      |
| 43 | Peter Sjöström      |                            | Suzuki       | 31      |
| 50 | Peter Huber         |                            | Suzuki       | 36      |
| 51 | Wolfgang von Muralt |                            | Suzuki       | 24      |

### Non qualificati
| Pilota             | Motocicletta |
| ------------------ | ------------ |
| Giovanni Pelletier | Morbidelli   |
| Lorenzo Ghiselli   | Suzuki       |
| Philippe Robinet   | Suzuki       |
| Bernard Fau        | Suzuki       |
| Steve Padgett      | Suzuki       |
| Andreas Hofmann    | Suzuki       |
| Gina Bovaird       | Suzuki       |
| Keith Huewen       | Suzuki       |
| Peter Looijesteijn | Suzuki       |

## Classe 250
Nella quarto di litro il pilota tedesco Anton Mang ottiene il suo terzo successo consecutivo, precedendo l'australiano Graeme McGregor e il belga Didier de Radiguès.

### Arrivati al traguardo
| Pos. | Pilota                      | Motocicletta | Tempo    | Griglia | Punti |
| ---- | --------------------------- | ------------ | -------- | ------- | ----- |
| 1º   | Anton Mang                  | Kawasaki     | 44.40.35 | 1       | 15    |
| 2º   | Graeme McGregor             | Yamaha       | 44.54.94 | 2       | 12    |
| 3º   | Didier de Radiguès          | Chevallier   | 45.00.09 | 4       | 10    |
| 4º   | Roland Freymond             | MBA          | 45.04.63 | 7       | 8     |
| 5º   | Paolo Ferretti              | MBA          | 45.08.22 | 8       | 6     |
| 6º   | Jean-Louis Tournadre        | Yamaha       | 45.08.40 | 16      | 5     |
| 7º   | Martin Wimmer               | Yamaha       | 45.10.50 | 14      | 4     |
| 8º   | Donnie Robinson             | Yamaha       | 45.10.50 | 9       | 3     |
| 9º   | Jean-Michel Mattioli        | Yamaha       | 45.25.15 | 17      | 2     |
| 10º  | André Gouin                 | Yamaha       | 45.25.62 | 36      | 1     |
| 11º  | Massimo Matteoni            | Yamaha       | 45.38.01 | 18      |       |
| 12º  | Jacques Bolle               | Yamaha       | 45.40.21 | 10      |       |
| 13º  | Sito Pons                   | Rotax        | 45.51.64 | 27      |       |
| 14º  | Jeffrey Sayle               | Armstrong    | 45.52.56 | 19      |       |
| 15º  | Mar Schouten                | MBA          | 45.52.94 | 31      |       |
| 16º  | Jean-Louis Guignabodet      | Kawasaki     | 45.59.83 | 13      |       |
| 17º  | Bruno Lüscher               | Yamaha       | 46.25.17 | 29      |       |
| 18º  | Michel Galbit               | Yamaha       | 46.51.43 | 28      |       |
| 19º  | Siegfried Minich            | Rotax        | 46.55.44 | 35      |       |
| 20º  | Etienne Geeraerd            | Armstrong    | 47.03.43 | 21      |       |
| 21º  | Johnny Scott                | Yamaha       | 47.24.89 | 11      |       |
| 22º  | Pierluigi Aldrovandi        | Yamaha       | 48.08.67 | 25      |       |
| 23º  | Jean-François Baldé         | Kawasaki     | 1 giro   | 32      |       |
| 24º  | Marcelino Garcia Alumbreros | Rotax        | 1 giro   |         |       |

### Ritirati
| Pilota             | Motocicletta | Griglia |
| ------------------ | ------------ | ------- |
| Jacques Cornu      | Yamaha       | 6       |
| Jean-Marc Toffolo  | Rotax        | 3       |
| Christian Estrosi  | Pernod       | 5       |
| Maurizio Vitali    | MBA          | 12      |
| Christian Sarron   | Yamaha       | 15      |
| Patrick Fernandez  | Bartol       | 20      |
| Richard Schlachter | Yamaha       | 22      |
| Pierre Bolle       | Yamaha       | 23      |
| Graham Young       | Rotax        | 24      |
| Tony Head          | Armstrong    | 26      |
| Jarmo Liitiä       | Rotax        | 30      |
| Michel Simeon      | Yamaha       | 33      |

## Classe 125
Si interrompe in questo caso la serie di vittorie consecutive del pilota spagnolo Ángel Nieto che in questa occasione si deve accontentare del quinto posto ma che resta in testa alla classifica mondiale provvisoria. La gara è stata vinta dal suo connazionale Ricardo Tormo che ha preceduto i due piloti italiani Eugenio Lazzarini e Pier Paolo Bianchi.

### Arrivati al traguardo
| Pos. | Pilota             | Motocicletta | Tempo    | Griglia | Punti |
| ---- | ------------------ | ------------ | -------- | ------- | ----- |
| 1º   | Ricardo Tormo      | Sanvenero    | 35.16.67 | 1       | 15    |
| 2º   | Eugenio Lazzarini  | Garelli      | 35.18.41 | 3       | 12    |
| 3º   | Pier Paolo Bianchi | Sanvenero    | 35.23.75 | 2       | 10    |
| 4º   | Hans Müller        | MBA          | 35.31.21 | 4       | 8     |
| 5º   | Ángel Nieto        | Garelli      | 35.31.67 | 8       | 6     |
| 6º   | August Auinger     | MBA          | 35.32.08 | 9       | 5     |
| 7º   | Jean-Claude Selini | MBA          | 35.43.61 | 10      | 4     |
| 8º   | Hugo Vignetti      | Sanvenero    | 35.55.92 | 7       | 3     |
| 9º   | Gerhard Waibel     | MBA          | 36.05.46 | 15      | 2     |
| 10º  | Willy Pérez        | MBA          | 36.06.02 | 18      | 1     |
| 11º  | Johnny Wickström   | MBA          | 36.11.49 | 16      |       |
| 12º  | Willem Heykoop     | Sanvenero    | 36.35.74 | 24      |       |
| 13º  | Alex Bedford       | MBA          | 36.36.56 | 30      |       |
| 14º  | Matti Kinnunen     | MBA          | 36.40.57 | 23      |       |
| 15º  | Anton Straver      | MBA          | 36.44.60 | 29      |       |
| 16º  | Lucio Pietroniro   | MBA          | 36.46.78 | 21      |       |
| 17º  | Erich Klein        | MBA          | 36.50.29 | 25      |       |
| 18º  | Esa Kytölä         | MBA          | 36.57.74 | 20      |       |
| 19º  | Andrés Sánchez     | MBA          | 37.02.63 | 28      |       |
| 20º  | Jacky Hutteau      | MBA          | 37.02.81 | 26      |       |
| 21º  | Helmut Lichtenberg | MBA          | 37.30.66 | 31      |       |
| 22º  | Frédéric Michel    | MBA          | 38.11.48 | 33      |       |
| 23º  | Kees van de Ven    | MBA          | 38.17.44 | 36      |       |
| 24º  | Serge Julin        | MBA          | +1 giro  | 34      |       |

### Ritirati
| Pilota               | Motocicletta | Griglia |
| -------------------- | ------------ | ------- |
| Stefan Dörflinger    | Morbidelli   | 5       |
| Ivan Palazzese       | MBA          | 6       |
| Maurizio Vitali      | MBA          | 11      |
| Pierluigi Aldrovandi | MBA          | 12      |
| Henk van Kessel      | MBA          | 13      |
| Jan Bäckström        | MBA          | 14      |
| Roberto Ruosi        | MBA          | 17      |
| Paul Bordes          | MBA          | 19      |
| Alfred Waibel        | MBA          | 22      |
| Per-Edvard Carlsson  | MBA          | 32      |
| Olivier Liegeois     | Sanvenero    | 32      |
| René Renier          | MBA          | 35      |

## Classe sidecar
La terza gara della stagione è ancora una volta dominata dall'equipaggio Rolf Biland-Kurt Waltisperg, la cui performance non è compromessa nemmeno da un pit-stop all'8º giro per il cambio dei guanti di Biland; questo imprevisto li fa scivolare dalla testa della corsa in quinta posizione, ma in quattro giri si riporteranno davanti a tutti con una serie di sorpassi. Alle loro spalle salgono sul podio, per la prima volta quest'anno, Egbert Streuer-Bernard Schnieders e Jock Taylor-Benga Johansson; ritirati Alain Michel-Michael Burkhard.
I risultati di questo GP favoriscono Biland anche in classifica, dove è a punteggio pieno a quota 45, mentre gli altri sono ora più distanziati: Schwärzel ha 28 punti, Michel 24, Taylor 23 e Streuer 18.

### Arrivati al traguardo (posizioni a punti)[5]
| Pos | Pilota               | Passeggero         | Moto          | Tempo    | Punti |
| --- | -------------------- | ------------------ | ------------- | -------- | ----- |
| 1   | Rolf Biland          | Kurt Waltisperg    | LCR-Yamaha    | 47'33"98 | 15    |
| 2   | Egbert Streuer       | Bernard Schnieders | LCR-Yamaha    | 47'51"61 | 12    |
| 3   | Jock Taylor          | Benga Johansson    | Windle-Yamaha | 47'58"40 | 10    |
| 4   | Werner Schwärzel     | Andreas Huber      | Seymaz-Yamaha | 48'36"76 | 8     |
| 5   | Steve Abbott         | Shaun Smith        | ?-Yamaha      | 49'17"11 | 6     |
| 6   | Rolf Steinhausen     | Hermann Hahn       | Busch-Yamaha  | 49'58"65 | 5     |
| 7   | Wolfgang Stropek     | Hans-Peter Demling | LCR-Yamaha    | 50'09"54 | 4     |
| 8   | Jean-François Monnin | Wolfgang Kalauch   | LCR-Yamaha    | 50'15"67 | 3     |
| 9   | Dennis Bingham       | Julia Bingham      | ?-Yamaha      | 50'21"41 | 2     |
| 10  | John Barker          | John Brushwood     | Yamaha        | 50'27"04 | 1     |